# ميكيا كوكس
ميكيا كوكس  (بالإنجليزية: Mekia Cox)‏ من مواليد 18 نونبر 1981 في جزر العذراء الأمريكية في الكاريبي هي ممثلة وراقصة إستعراضية أمريكية.

## أعمالها الفنية
2005 : سي اس آي: نيويورك (مسلسل)
2005 : نصف و نصف (مسلسل)
2006 : شجرة تل واحدة (مسلسل)
2008 : بونز (مسلسل)
2009 ـ 2010 : انا مقبل مصاص دماء (مسلسل)
2011 : 90210 (مسلسل)
2011 : ذا منتاليست (مسلسل)
2011 : مجنون، غبي، حب (فيلم)
2012 : معركة رقص أمريكا (فيلم)
2013 : بعد الظلام (فيلم)
2013: تقريبا بشري (مسلسل)

## روابط خارجية
- ميكيا كوكس على موقع IMDb (الإنجليزية)
- ميكيا كوكس على موقع ميتاكريتيك (الإنجليزية)
- ميكيا كوكس على موقع روتن توميتوز (الإنجليزية)
- ميكيا كوكس على موقع قاعدة بيانات الأفلام العربية
- ميكيا كوكس على موقع ألو سيني (الفرنسية)
- ميكيا كوكس على موقع أول موفي (الإنجليزية)
- ميكيا كوكس على موقع قاعدة بيانات الأفلام السويدية (السويدية)
- ميكيا كوكس على موقع قاعدة بيانات الفيلم (الإنجليزية)
- ميكيا كوكس على موقع ليتربوكسد (الإنجليزية)
- ميكيا كوكس على موقع كينوبويسك (الروسية)